# Lycoperdon perlatum
Lycoperdon perlatum Pers., 1796 è una specie di fungo della famiglia Agaricaceae.

## Descrizione della specie

### Corpo fruttifero
Globoso con parte inferiore più stretta, quasi a formare una sorta di gambo; coperto da numerosi aculei staccabili con facilità, ruvido al tatto; da giovane bianco candido, poi biancastro, infine bruno /bruno-sporco.

### Carne (gleba)
Color bianco candida da giovane, poi bruna ed alla fine nerastra; le spore vengono espulse, in età avanzata, attraverso un foro ubicato nella parte superiore del corpo fruttifero, quando la gleba diventa pulverulenta.
- Odore: generalmente leggero, fenolico. Quando viene manipolato sprigiona un forte odore di fenolo, specialmente quando la gleba è diventata scura oppure pulverulenta. Prestare attenzione a non annusare se il corpo fruttifero è rotto e la gleba è pulverulenta in quanto potrebbe essere inalata e creare fastidi.
- Sapore: leggero, dolce; migliore negli esemplari più grandi.

### Spore
Lisce, rotonde, color marrone-oliva in massa, poi marrone.

### Habitat
Cresce nei boschi in estate fino alla fine dell'autunno, in gruppi anche numerosi, su residui organici.

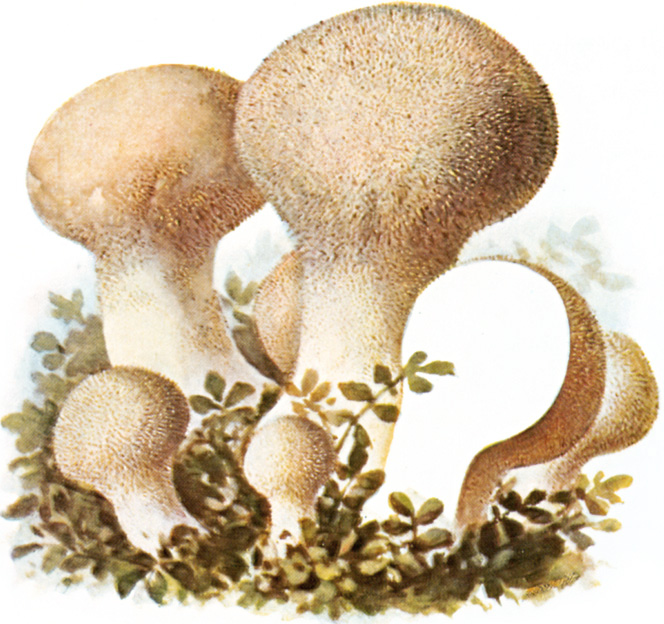
Illustrazione di L. perlatum

## Commestibilità
Considerato da molti un mediocre commestibile, è invece per altri un buon commestibile (non edule se la gleba non è bianca).

Per una resa migliore si consiglia di consumarlo impanato e fritto oppure alla piastra.

L'odore fenolico che possiede da crudo svanisce completamente dopo la cottura, che richiede pochissimo tempo.
Come tutte le vesce, anche L. perlatum non va consumato troppo tempo dopo averlo raccolto, perché la gleba deperisce rapidamente e tende a diventare pulverulenta.

## Tassonomia

### Sinonimi e binomi obsoleti
- Lycoperdon gemmatum Batsch, Elench. fung. (Halle): 147 (1783)
- Lycoperdon gemmatum var. perlatum (Pers.) Fr., Systema mycologicum (Lundae) 3(1): 37 (1829)

### Specie simili
- A volte può essere confuso con Lycoperdon pyriforme (commestibile se la gleba è bianca), che però non presenta aculei, bensì piccole granulosità.  Inoltre il corpo fruttifero di quest'ultimo ha la forma di una pera rovesciata ed è color marrone.
- In rari casi può essere scambiato con alcune specie del genere Scleroderma.
- I più inesperti potrebbero fatalmente scambiarlo con ovoli di specie mortali del genere Amanita:  in questo caso la raccomandazione è di sezionare il carpoforo per vedere se all'interno v'è una gleba indifferenziata oppure l'embrione di un cappello.

## Galleria d'immagini

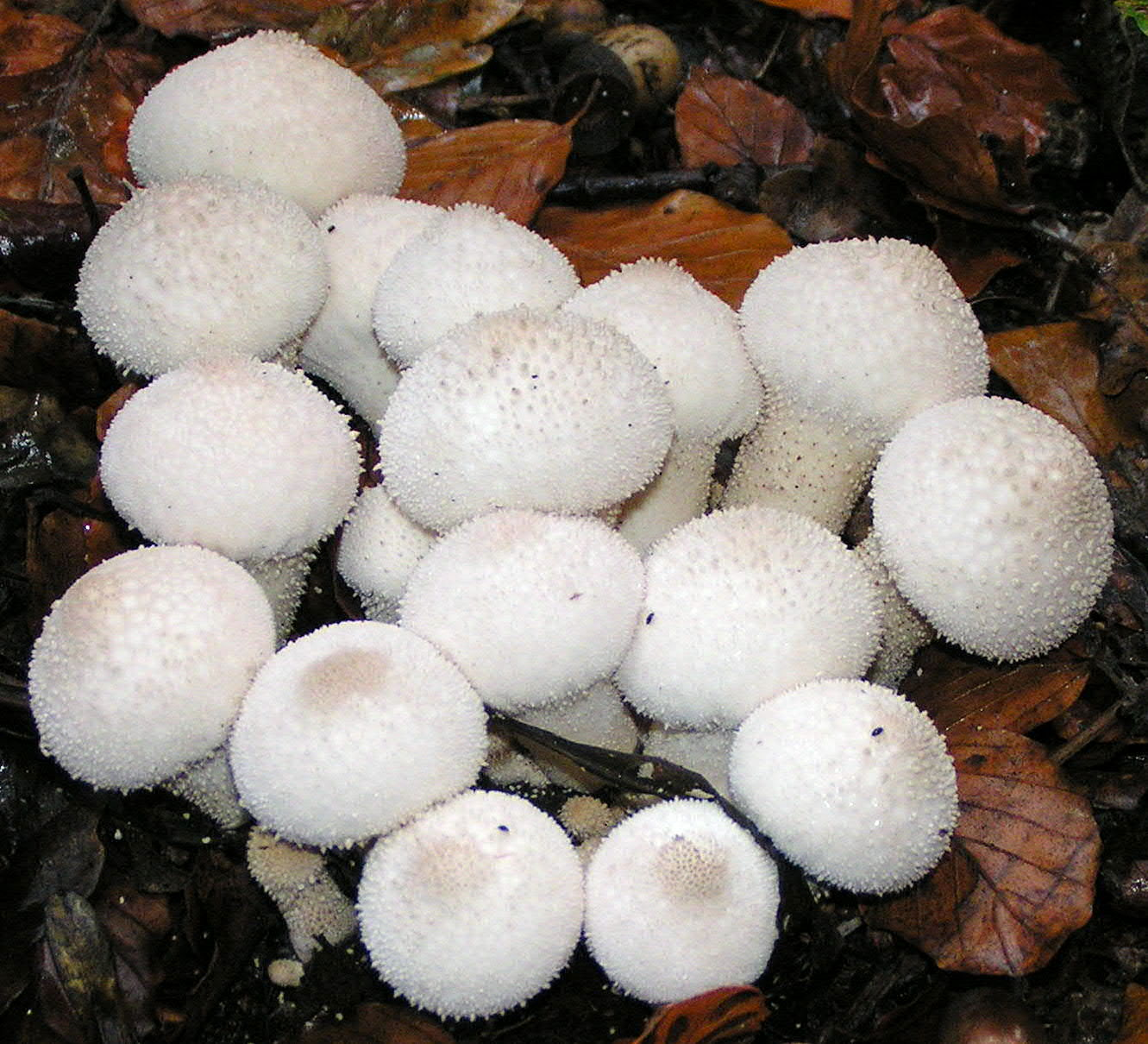
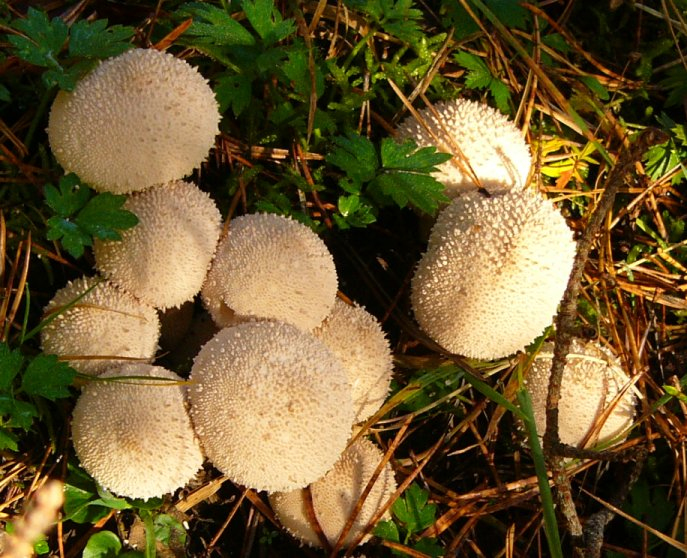
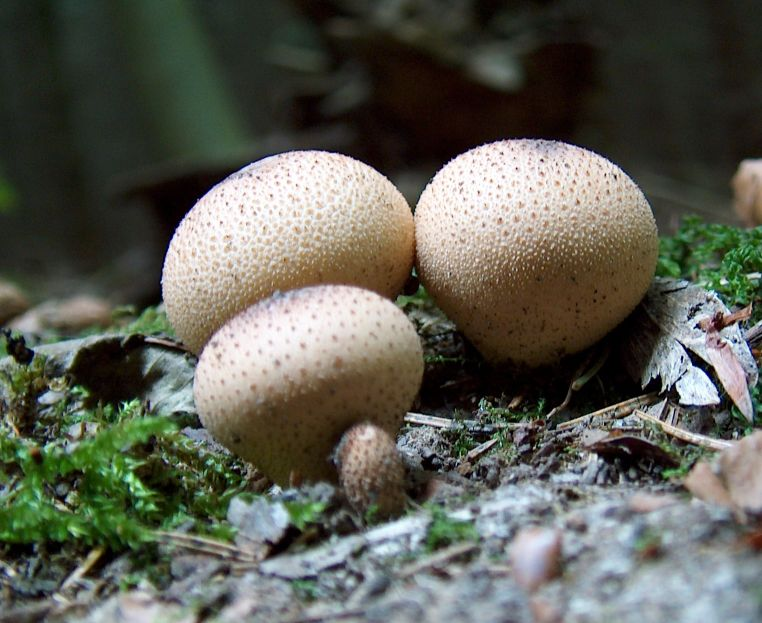
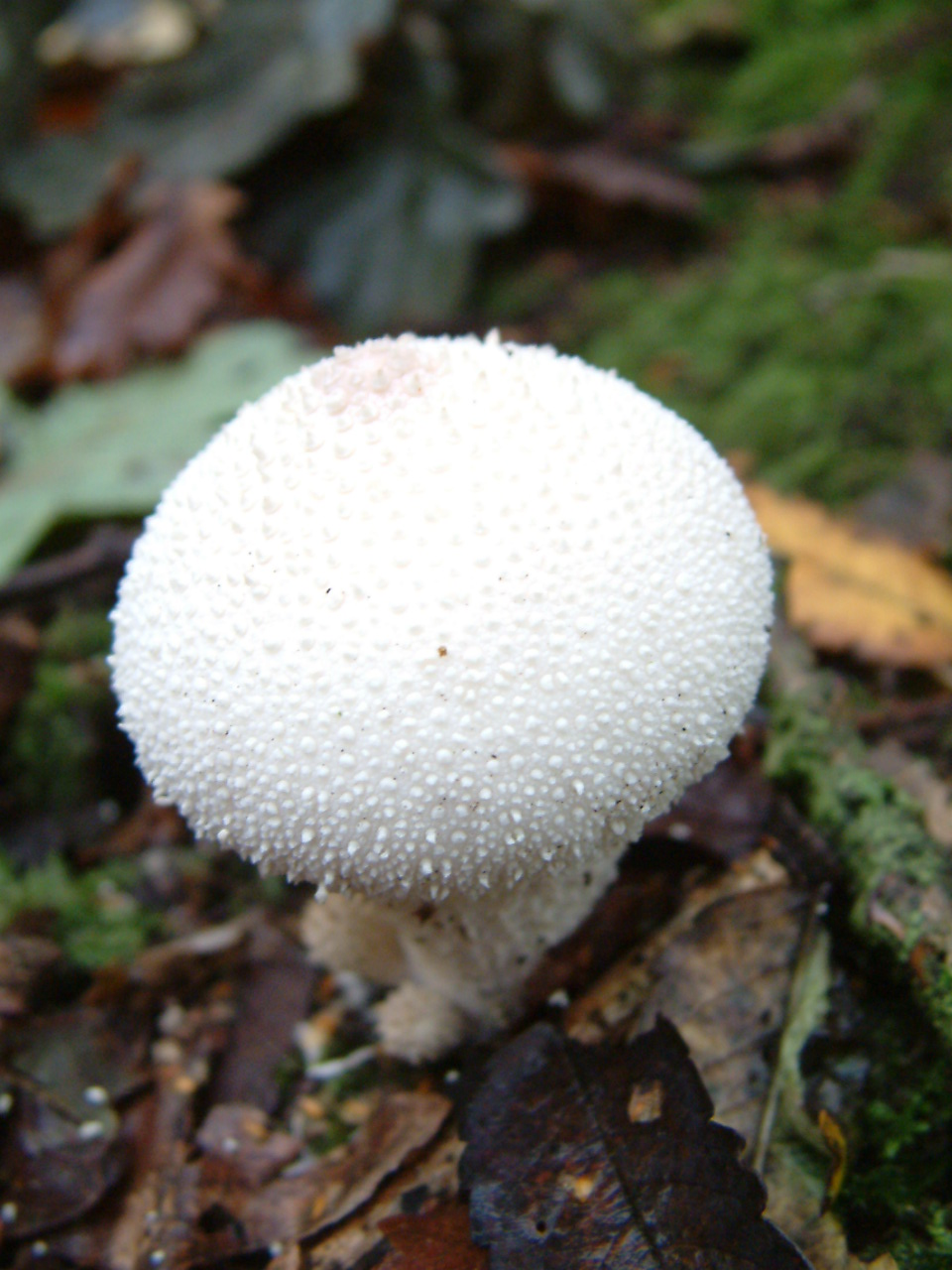
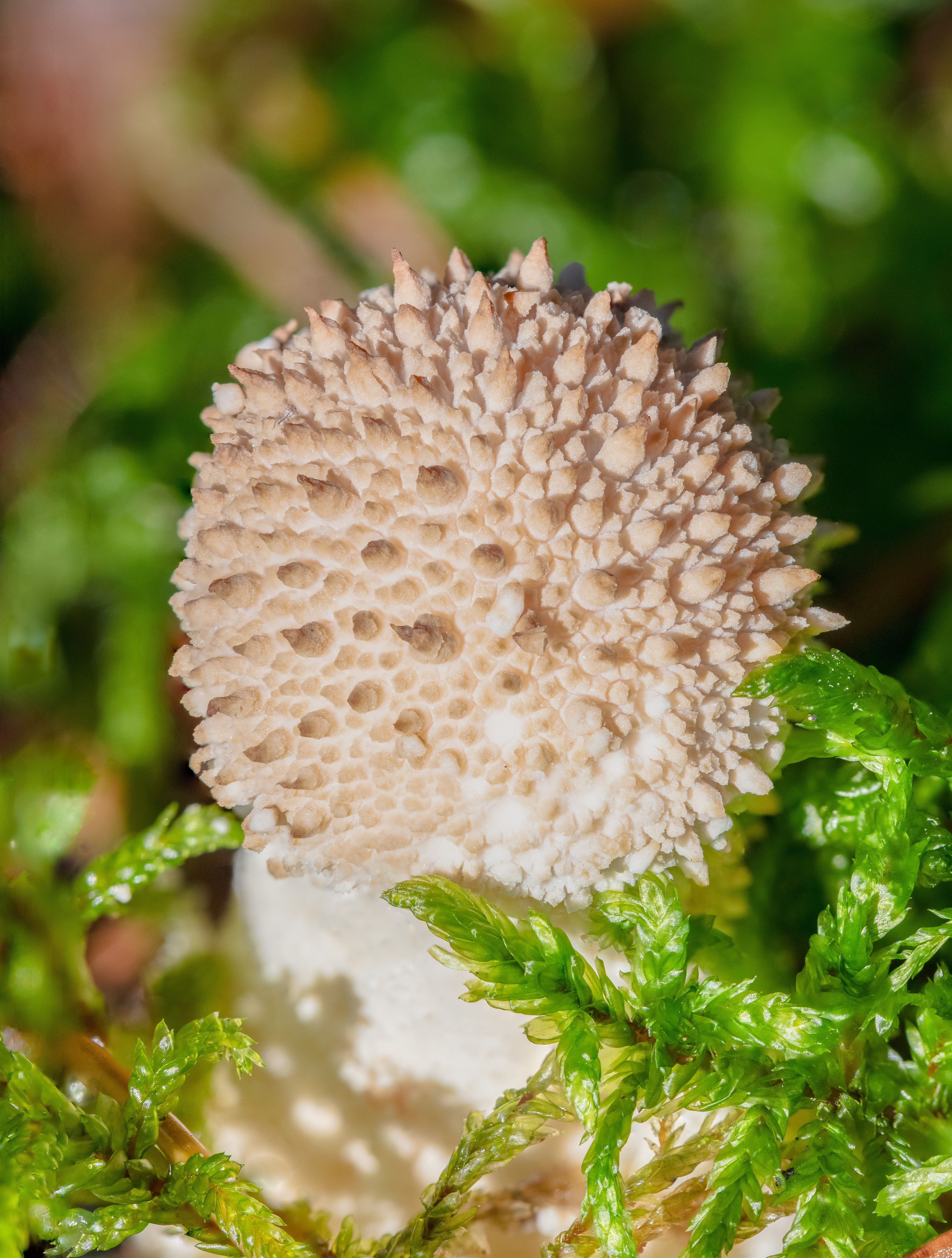
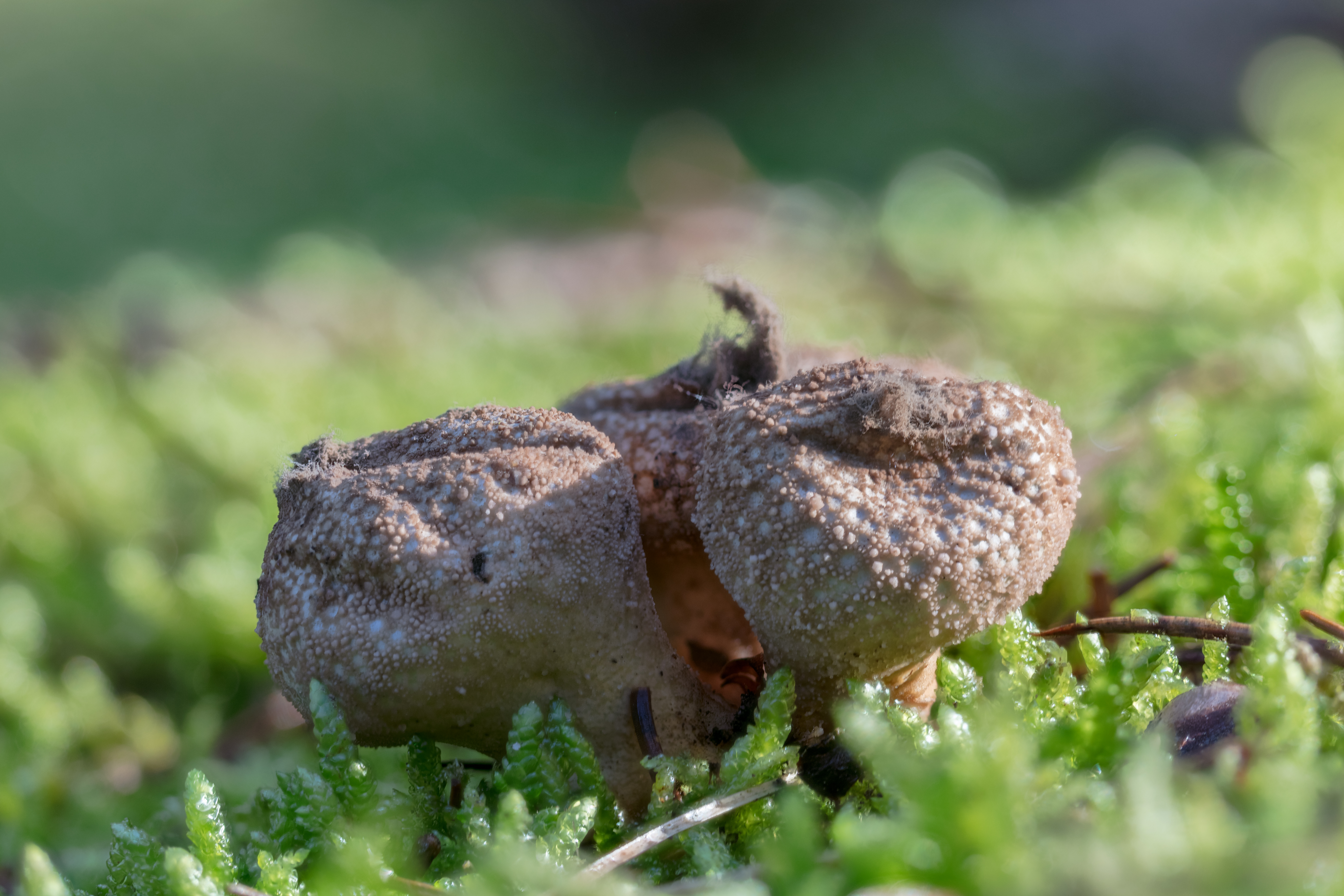
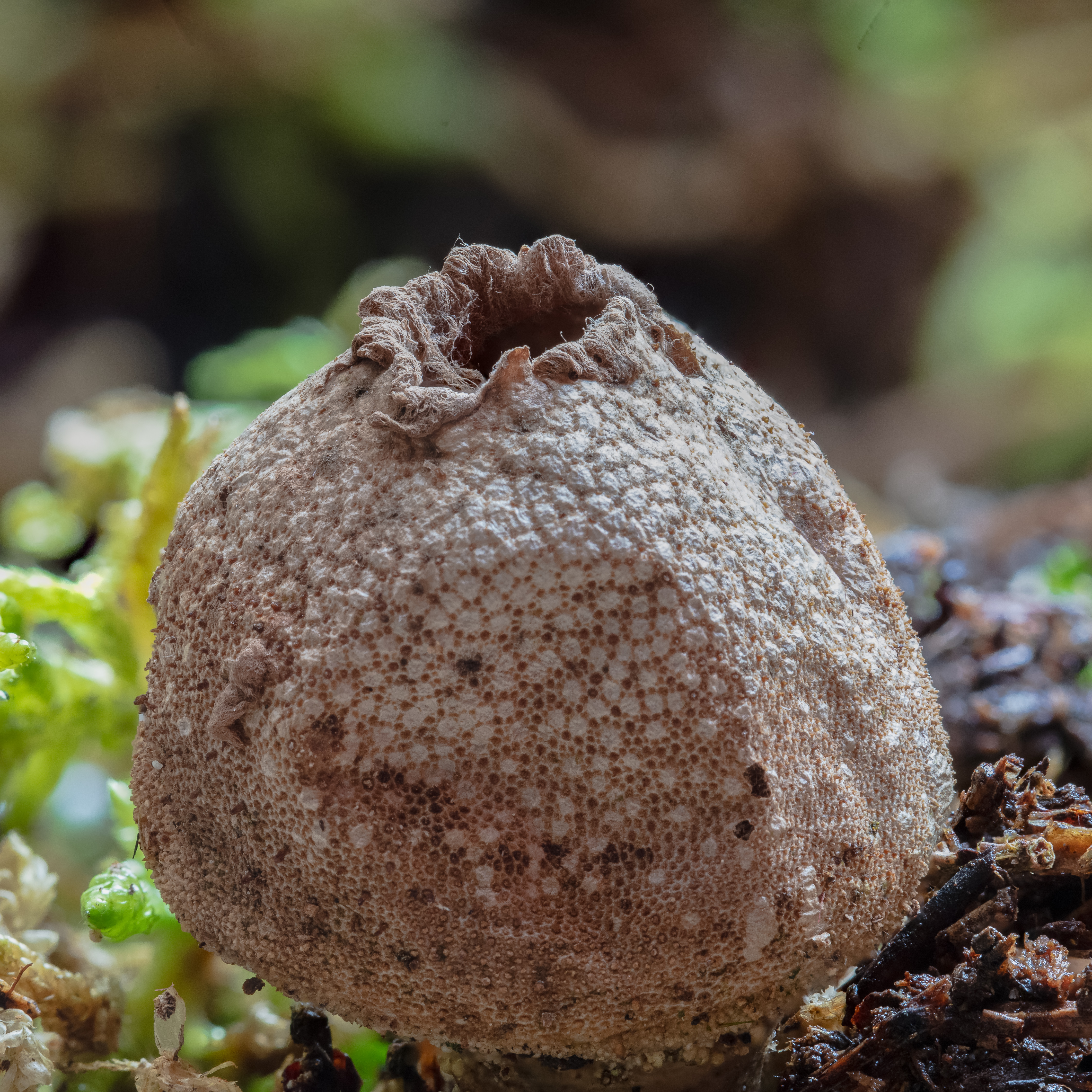

## Polmonite allergica ( o "Lycoperdonosi")

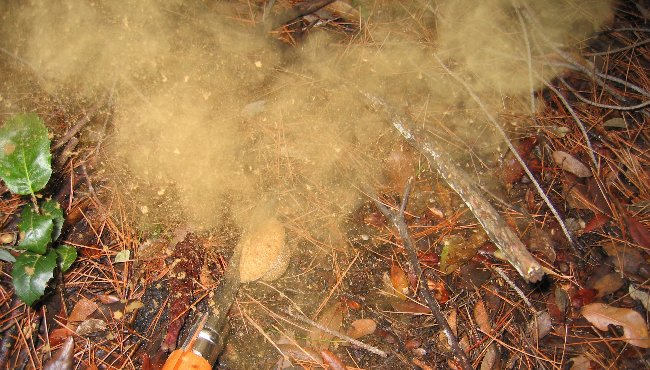
Spettacolare sporata di un Lycoperdon perlatum maturo sottoposto a pressione

Chi soffre di allergie alle vie respiratorie deve fare attenzione, perché quando la gleba diventa pulverulenta, esercitando una pressione sul corpo fruttifero, questa viene espulsa sotto forma di getto polveroso facilmente inalabile.

La lycoperdonosi è una bronchioalveolite acuta su base allergica non dovuta a produzione di alcuna micotossina che può seguire ad un'inalazione di spore del genere Lycoperdon.

## Nomi comuni
- (EN)  Puffball
- Vescia
- Loffa
- Pettu de luvu (Liguria. Letteralmente "peti di lupo", per la nube polverulenta che si sprigiona in seguito alla sollecitazione di esemplari di età avanzata)
- Piritu i lupu (Sicilia, Calabria, anche in questo caso "peto di lupo", coerentemente con l'etimologia greca Lycoperdon)
- Pet de Lüf (Lombardia settentrionale, ha lo stesso significato dei nomi precedenti)
- Scorese de volpe (Veneto questa variante Veneta, "peti di volpe", accomuna sempre alla flatulenza la caratteristica nube di polvere, ma citando la volpe invece del lupo)
- Tabbaccu 'e mrexiani (Sardegna meridionale, letteralmente "tabacco di volpe")
- Bessa, se di grosse dimensioni Bessa lupèa (Umbria, più precisamente nel Perugino, nella zona nord del lago Trasimeno e a Tuoro sul Trasimeno)
- Puzzola (provincia di Arezzo)
- Vessa, (Veneto)
- Vëschä, (Oltrepò Pavese).